# 友部駅

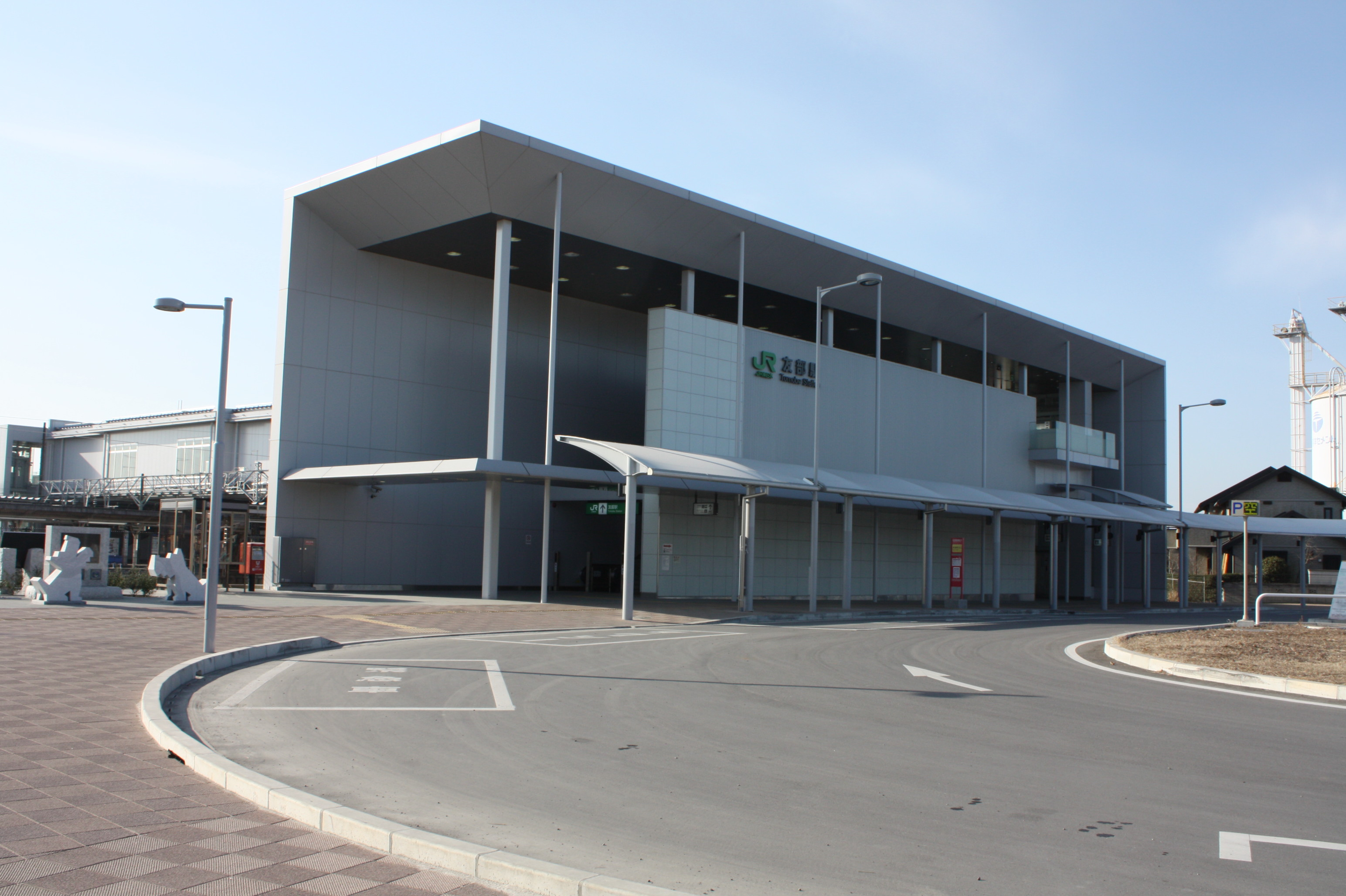
北口（2009年2月）

友部駅（ともべえき）は、茨城県笠間市友部駅前にある、東日本旅客鉄道（JR東日本）・日本貨物鉄道（JR貨物）の駅である。事務管コードは▲421111。

## 乗り入れ路線
常磐線と水戸線の2路線が乗り入れる。このうち常磐線を所属線とし、水戸線は当駅を終点としている。なお、両路線ともJR貨物の第二種鉄道事業区間でもある。
常磐線土浦駅以北の駅では、石岡駅と並び特急列車が停車する主要駅の一つであり、常磐線は上り（石岡・土浦・上野方面）、下り（水戸・勝田方面）と共に、日中は概ね1時間に2本の普通列車と1本の特急列車が停車し、「ときわ」の全列車が停車する。水戸線(笠間・下館・小山方面)は、日中概ね1時間に1本の普通列車が当駅を発着し、朝と夕方の通勤通学時間帯は常磐線の水戸・勝田方面と直通運転している。

## 歴史
当駅が開業したのは日本鉄道水戸線（現在のJR水戸線および常磐線の当駅 - 水戸駅間に相当）開業の約6年後で、同社の土浦線の開通で当駅が東京方面との接続駅となるのは開業約4か月後である。
当時この一帯は「西茨城郡宍戸町」の一部で、隣駅である宍戸駅は水戸線開通と同時に開業している。一方、当駅名の由来である地名「南友部」は「西茨城郡宍戸町」の中の字名に過ぎず、水戸線開業時に駅が置かれなかったことからもわかる通り当時は発展した市街地ではなかった。しかし次第に交通の要衝として友部駅周辺が栄えるようになり、1955年には宍戸町を含む4町村が「友部町」として合併。それまで宍戸町の一部であった「南友部」の地名が、駅周辺の発展をきっかけに宍戸地区を含む自治体名へと逆転することになった。2006年には、旧笠間市および岩間町と合併し、新・笠間市の玄関駅になった。

### 年表
- 1895年（明治28年）
  - 7月1日：日本鉄道水戸線の駅（一般駅）として開業[6]。
  - 11月4日：日本鉄道土浦線土浦 - 当駅間が開通。
- 1906年（明治39年）11月1日：日本鉄道が国有化され、官設鉄道の所属となる[6]。
- 1909年（明治42年）10月12日：線路名称制定により常磐線の所属となる。
- 1949年（昭和24年）6月1日：日本国有鉄道が発足。
- 1978年（昭和53年）10月2日：ダイヤ改正に伴い、一部の特急「ひたち」の停車開始。[8]
- 1985年（昭和60年）3月14日：荷物の取り扱いを廃止[5]。
- 1987年（昭和62年）4月1日：国鉄分割民営化に伴い、東日本旅客鉄道（JR東日本）・日本貨物鉄道（JR貨物）の駅となる[5][6]。
- 1994年（平成6年）5月10日：専用線発着のコンテナ貨物の取り扱いを開始[5]。
- 1995年（平成7年）10月26日：自動改札機を設置し、供用開始[9]。
- 2001年（平成13年）11月18日：ICカード「Suica」の利用が可能となる。
- 2005年（平成17年）2月：旧駅舎が解体され、仮駅舎を設置。駅舎の新築工事が開始。
- 2007年（平成19年）3月4日：橋上駅舎が使用を開始[10]。発車メロディを坂本九の楽曲に変更。
- 2015年（平成27年）3月14日：上野東京ラインの開業により、朝の一部の普通列車と、日中の特急列車が乗り換えなしで東京駅と品川駅にアクセス出来るようになる。
- 2024年（令和6年）
  - 2月29日：みどりの窓口の営業を終了[3]。
  - 3月1日：話せる指定席券売機を導入[3]。

## 駅構造
単式ホーム1面1線と島式ホーム2面4線を有する地上駅で、橋上駅舎を持つ。水戸統括センターの直営駅（管理駅）であり、常磐線の岩間駅 - 赤塚駅間および水戸線の福原駅 - 宍戸駅間の各駅を管理している。指定席券売機・話せる指定席券売機・Suica対応自動改札機が設置されている。

### のりば
| 番線        | 路線             | 方向 | 行先                 | 備考                                  |
| ----------- | ---------------- | ---- | -------------------- | ------------------------------------- |
| 1           | ■ 常磐線         | 上り | 石岡・土浦・上野方面 |                                       |
| 1           | ■ 上野東京ライン | 上り | 上野・東京・品川方面 |                                       |
| 2 ・ 3      | ■ 常磐線         | 下り | 水戸・日立・高萩方面 | 主に2番線を使用                       |
| 3 ・ 4 ・ 5 | ■ 水戸線         | 上り | 笠間・下館・小山方面 | 当駅折り返しの始発列車は3番線を使用   |
| 3 ・ 4 ・ 5 | ■ 常磐線         | 下り | 水戸・日立・高萩方面 | 水戸線からの直通列車は主に4番線を使用 |

（出典：JR東日本:駅構内図）
- 常磐線は1番線が上り本線、2番線が下り本線。水戸線は本線が3番線にある。上下本線の間に2本中線があり、5番線の外側に5本の側線がある。
- 基本的に2番線が常磐線の下り列車、3番線は水戸線が、4番線は水戸線から常磐線に入る下りホームとなっている。3番線は常磐線下り列車の待避線および水戸線からの水戸方面、4番線は水戸線、5番線は水戸線と水戸線からの常磐線直通列車も使用できる構造で、2022年ダイヤ改正時点では5番線を使用する定期列車が存在しない。
- 1番線ホーム上にSuica対応グリーン券売機を1台設置している。
- 4・5番線は水戸線列車および水戸方面に直通する列車が乗り入れ、2017年の工事竣工までは常磐線の10両編成が入線できなかったが、輸送障害時に常磐線列車の折り返し運転機能向上を目的にホーム延長工事が実施され、10両編成の発着に対応した[11]。
- 水戸線は2021年3月13日のダイヤ改正より全列車がワンマン運転となり、当駅から勝田までの区間は水戸線直通列車のみワンマン運転となる。常磐線系統の列車については、土浦方面発着列車で5両編成があってもワンマン運転は行わず、車掌が乗務する形をとっていたが、2024年3月16日ダイヤ改正より、日中時間帯の土浦 - 水戸・勝田駅間の列車も5両編成のワンマン運転となった。なお、特急列車や日中時間帯以外の普通列車は従来通り車掌が乗務する[12]。

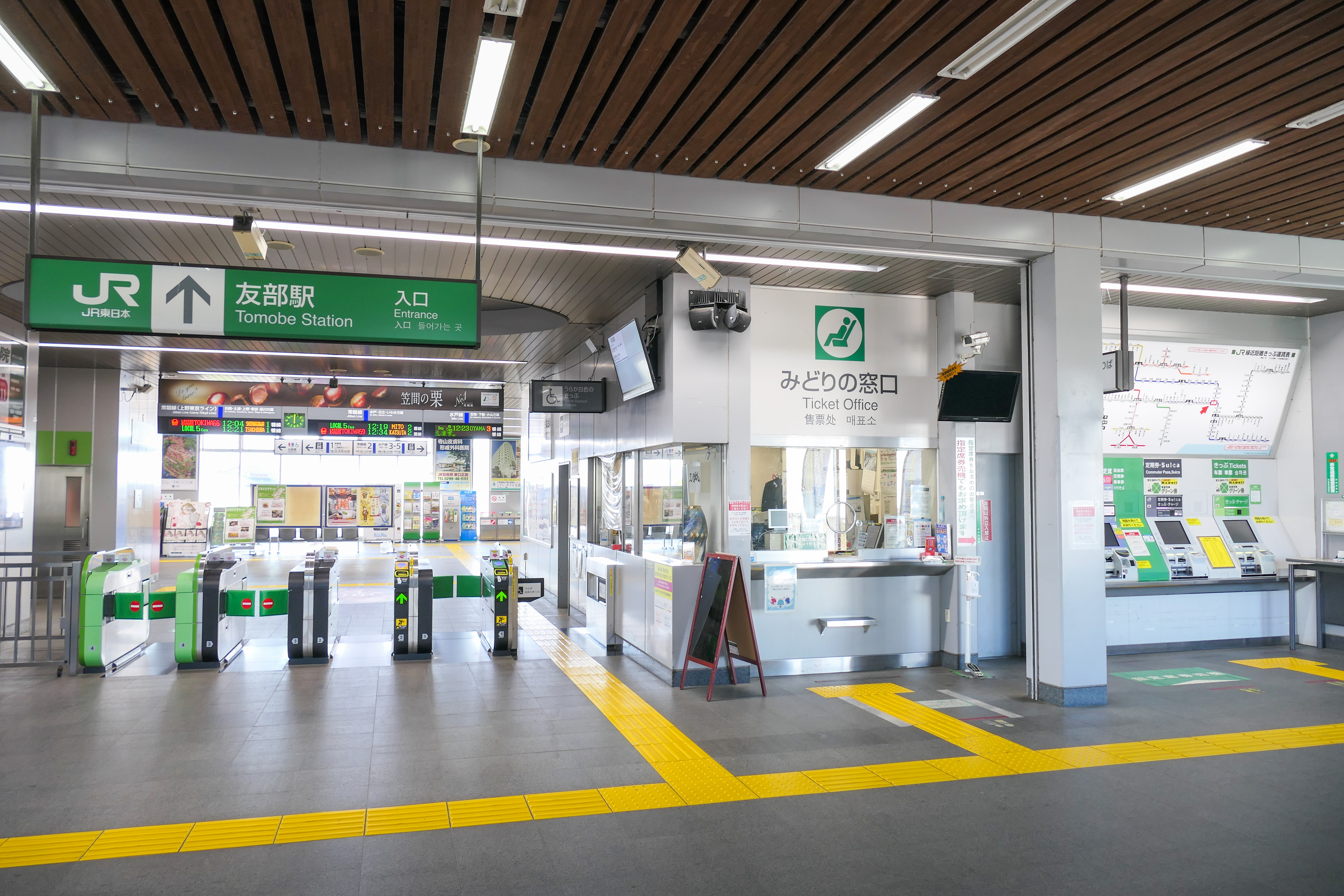
改札口（2023年1月）
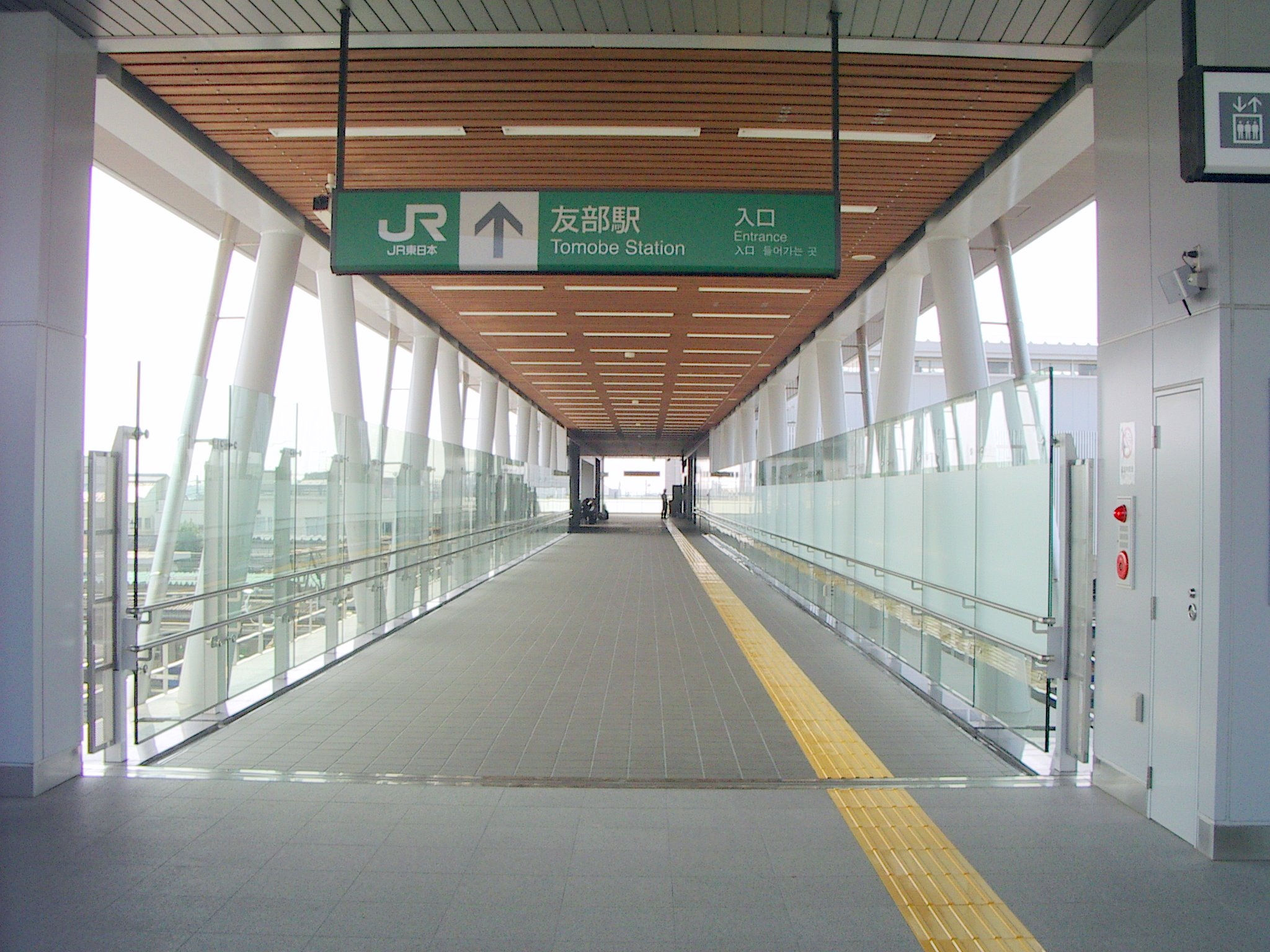
自由通路（2007年7月）
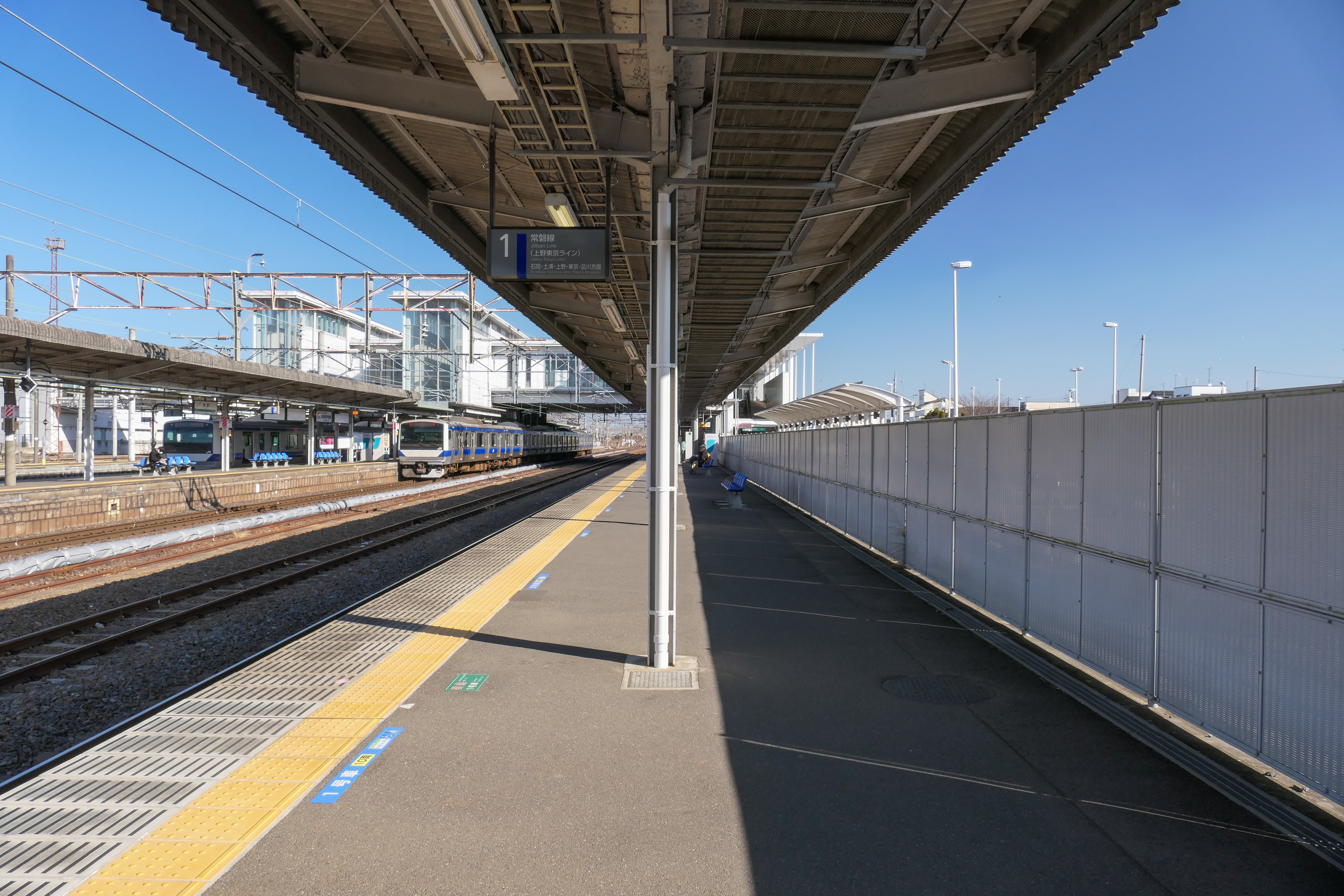
1番線ホーム（2023年1月）
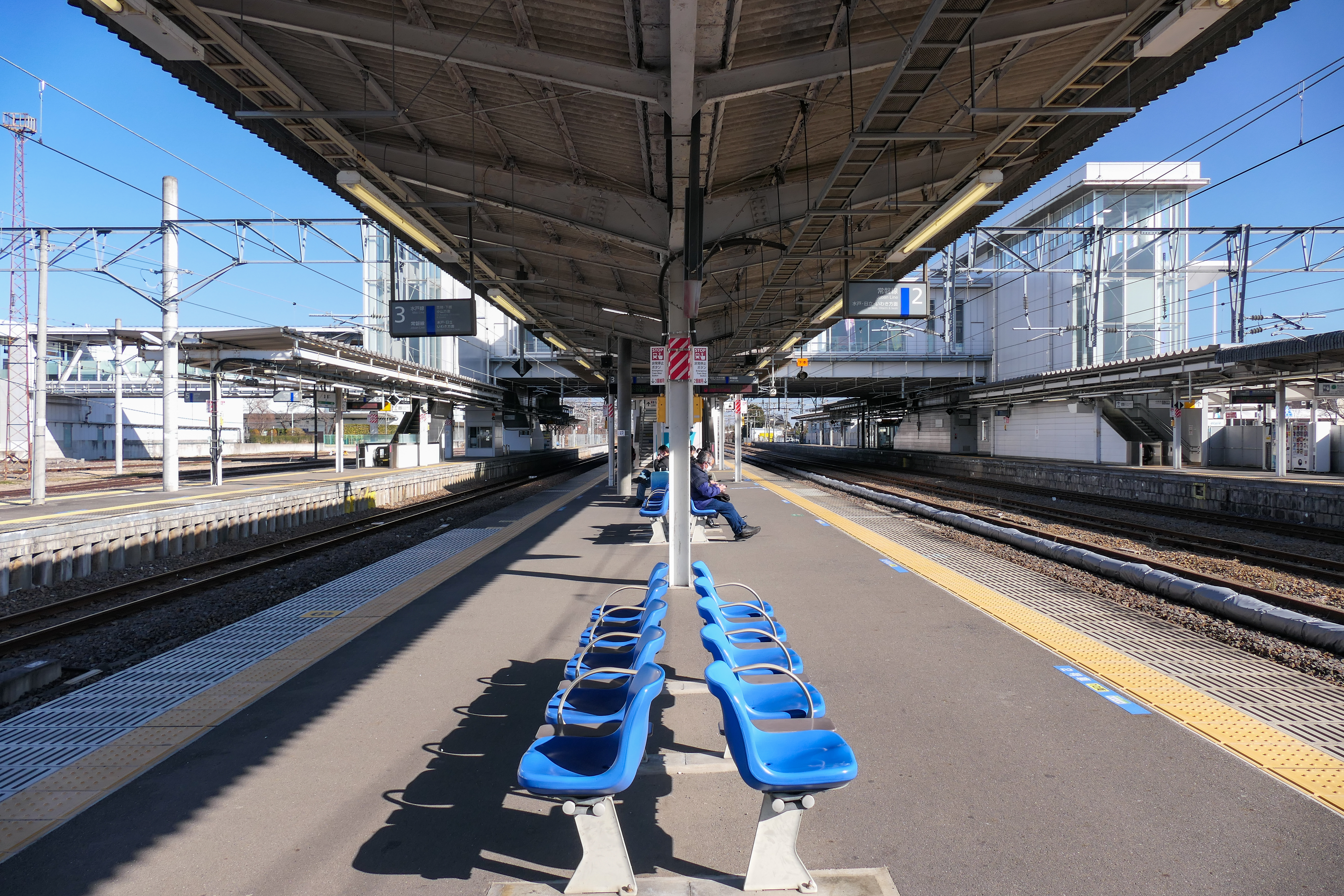
2・3番線ホーム（2023年1月）
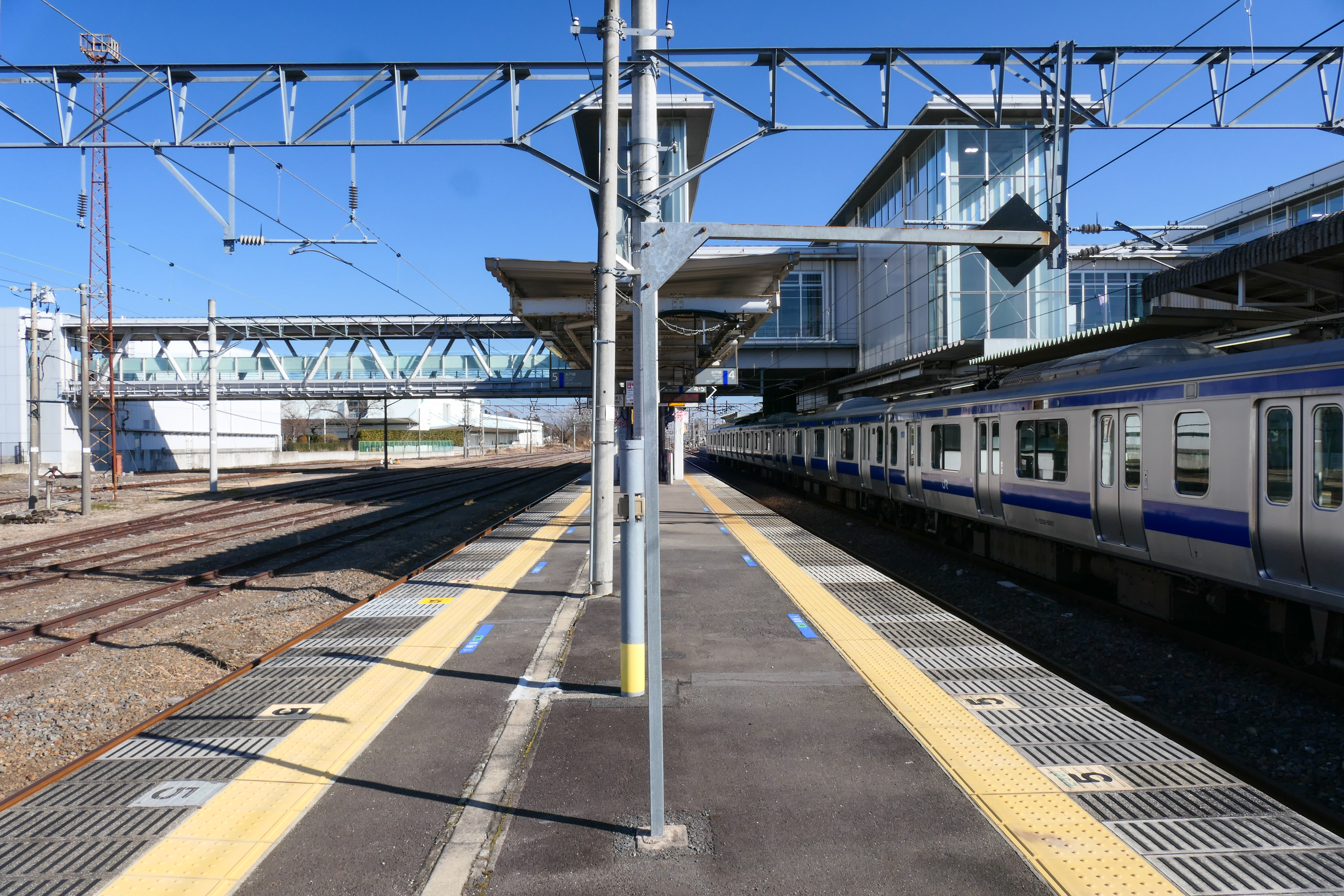
4・5番線ホーム（2023年1月）

### 発車メロディ
発車メロディは2007年3月4日から、笠間市にゆかりのある歌手・坂本九の楽曲に変更された。なお、3・4・5番線の『幸せなら手をたたこう』は2021年3月13日よりワンマン運転により車両からのスピーカーで流れている。
- 1番線 - 『上を向いて歩こう』
- 2番線 - 『明日があるさ』
- 3 - 5番線 - 『幸せなら手をたたこう』

### 貨物取扱・専用線
JR貨物の駅は臨時車扱貨物の取扱駅となっており、2014年3月15日改正時点では定期貨物列車の停車は設定されていない。
以前は専用線発着のコンテナ貨物も扱っており、本線の北側に沿って内原方面に伸びる引上げ線から、日本たばこ産業友部工場へ至る専用線が分岐していた。工場内の専用線の脇に貨物ホームが設置されており、コンテナ車にコンテナを積んだまま荷役作業を行っていた。かつては有蓋車で同様の輸送が行われていたが、1994年（平成6年）にコンテナ化された。その後、2012年3月17日の改正にて当駅でのコンテナ貨物取扱は廃止された。
また、駅北側にある太平洋セメント友部サービスステーションの貨車用セメント荷役設備へ続く専用線もあり、セメント輸送が行われていた。また、改札口（旧駅舎）の西側に1面1線の貨物ホームがあった。
かつては、当駅から不定期で機関車の砂撒き装置に搭載する砂の発送が行なわれていた。砂はトラ45000形、トラ70000形に積まれ、定期貨物列車に併結されて品川、八王子、高崎操車場などのJRの機関区所在駅、とりわけ構内の狭い機関区へ輸送されていた。秩父鉄道三ヶ尻駅への輸送も存在した。構内の狭い機関区には砂を積んだトラックを直接乗り入れにくいことから、このような輸送が行われていた。
貨車の入換作業は福島臨海鉄道が受託していた。

## 利用状況
JR東日本によると、2023年度（令和5年度）の1日平均乗車人員は3,062人である。
2000年度（平成12年度）以降の推移は以下のとおりである。
| 乗車人員推移       | 乗車人員推移     | 乗車人員推移    |
| 年度               | 1日平均 乗車人員 | 出典            |
| ------------------ | ---------------- | --------------- |
| 2000年（平成12年） | 3,903            | [ 利用客数 2 ]  |
| 2001年（平成13年） | 3,781            | [ 利用客数 3 ]  |
| 2002年（平成14年） | 3,649            | [ 利用客数 4 ]  |
| 2003年（平成15年） | 3,578            | [ 利用客数 5 ]  |
| 2004年（平成16年） | 3,614            | [ 利用客数 6 ]  |
| 2005年（平成17年） | 3,615            | [ 利用客数 7 ]  |
| 2006年（平成18年） | 3,569            | [ 利用客数 8 ]  |
| 2007年（平成19年） | 3,658            | [ 利用客数 9 ]  |
| 2008年（平成20年） | 3,705            | [ 利用客数 10 ] |
| 2009年（平成21年） | 3,573            | [ 利用客数 11 ] |
| 2010年（平成22年） | 3,501            | [ 利用客数 12 ] |
| 2011年（平成23年） | 3,461            | [ 利用客数 13 ] |
| 2012年（平成24年） | 3,576            | [ 利用客数 14 ] |
| 2013年（平成25年） | 3,636            | [ 利用客数 15 ] |
| 2014年（平成26年） | 3,596            | [ 利用客数 16 ] |
| 2015年（平成27年） | 3,608            | [ 利用客数 17 ] |
| 2016年（平成28年） | 3,531            | [ 利用客数 18 ] |
| 2017年（平成29年） | 3,547            | [ 利用客数 19 ] |
| 2018年（平成30年） | 3,578            | [ 利用客数 20 ] |
| 2019年（令和元年） | 3,531            | [ 利用客数 21 ] |
| 2020年（令和02年） | 2,565            | [ 利用客数 22 ] |
| 2021年（令和03年） | 2,566            | [ 利用客数 23 ] |
| 2022年（令和04年） | 2,868            | [ 利用客数 24 ] |
| 2023年（令和05年） | 3,062            | [ 利用客数 1 ]  |

## 駅周辺
橋上駅となる前は1番線ホームに面した南側のみ駅舎があったことなどから、市街地はほぼ南側を中心に形成されている。市役所本庁舎の最寄り駅であり、商店や住宅が多い。他の公的機関や施設は笠間駅周辺に多く立地する。

### 北口
- 日本たばこ産業友部工場
- 太平洋セメント友部サービスステーション
- 市営友部駅北口広場駐車場
- 市営友部駅北口自転車駐車場

### 南口
- 笠間市役所本庁舎（旧・友部町役場）
- 地域交流センターともべ
- 茨城県立中央病院
- 茨城県立こころの医療センター
- 友部駅前郵便局
- 友部郵便局
- 笠間警察署友部地区交番
- 常陽銀行 友部支店
- カスミ フードスクエア友部店
- ヨークベニマル 友部東平店
- 筑波銀行 友部支店
- 友部駅南口駐車場（駐車券と上野駅または仙台駅以遠の往復の乗車券・特急券を窓口で呈示すると、駐車料金が1日分無料になる）

## バス路線

### 南口
「友部駅」停留所にて、茨城交通鯉渕営業所の路線バスが発着する。
- 鯉渕営業所行、中央病院行、友部駅行、水戸駅行、モノタロウ前行

### 北口
「友部駅北口」停留所にて、コミュニティバス「かさま観光周遊バス」が発着する。
- 笠間駅行、工芸の丘陶芸美術館行、友部駅行

その他
周辺のゴルフ場への送迎バス乗り場（10方面以上）がある。

## その他
- 当駅は笠間市の代表駅で、旧・友部町の中心駅であり笠間市役所本庁舎（旧・友部町役場）の最寄駅である[16]。合併前からの中心市街地及び市内の主な観光名所は水戸線笠間駅が最寄り駅となる。

## 隣の駅
※常磐線の特急「ときわ」の隣の停車駅は「ひたち (列車)」を参照。
東日本旅客鉄道（JR東日本）
■常磐線
- 特急「ときわ」停車駅

■普通
岩間駅 - 友部駅 - 内原駅
■水戸線
宍戸駅 - 友部駅 （- 内原駅）

### 記事本文